# Le Joueur de flûte de Hamelin (film)
Cet article concerne le film de Wilfred Jackson. Pour le film d'Irving Pichel, voir The Pied Piper.
Pour les articles homonymes, voir Le Joueur de flûte.
Pour plus de détails, voir Fiche technique et Distribution.
Le Joueur de flûte de Hamelin (The Pied Piper) est un court métrage d'animation américain, en couleur de la série des Silly Symphonies réalisé par Wilfred Jackson, sorti le 16 septembre 1933. Ce film se base sur l'histoire du Joueur de flûte de Hamelin d'après la version de 1842 de Robert Browning, elle-même basée sur celle de 1816 des frères Grimm.

## Synopsis
La ville de Hamelin était envahie par les rats. Le maire, soutenu par les habitants, promit une prime d'un sac d'or pour quiconque débarrassera la ville des rats. Un jour, un joueur de flûte itinérant accepta l'offre. Il prit son instrument, en joua et attira, par sa musique, les rats qui le suivirent dans la campagne. Il invoqua un fromage géant, y fit entrer les rats et disparaître le tout. Bien que la ville fut ainsi libérée des rongeurs, les habitants revinrent sur leur promesse et refusèrent de payer le joueur de flûte.
En colère, il promit d'empêcher les enfants du village de devenir aussi ingrats que leurs parents. Il joua de nouveau de sa flûte, attirant cette fois les enfants qui le suivirent hors de la ville jusqu'à "Joyland" un monde caché dans une montagne, dont ils ne ressortirent pas. Ils y vécurent "heureux pour toujours".

## Fiche technique
- Titre original : The Pied Piper
- Titre français : Le Joueur de flûte de Hamelin
- Autres titres[1] :
  -  Allemagne : Der Rattenfänger von Hameln
  -  Suède : Råttfångaren från Hameln, Råttfångaren i Hameln
- Série : Silly Symphonies
- Réalisateur : Wilfred Jackson
- Scénario : Webb Smith, Ted Sears d'après Robert Browning
- Animateur[2] :
  - équipe principale : Clyde Geronimi, Art Babbitt, Hamilton Luske, Frenchy de Trémaudan, Dick Huemer
  - équipe de Ben Sharpsteen : Joe D'Igalo, Archie Robin, Marvin Woodward, Ugo D'Orsi, Hardie Gramatky, Cy Young, Dick Williams, Paul Allen, Ed Love
- Layout :  Ferdinand Horvath
- Producteur : Walt Disney
- Société de production : Walt Disney Productions
- Distributeur : United Artists Pictures
- Date de sortie : 19 août[1] ou 16 septembre[3] 1933
- Autres dates[2] :
  - Date annoncée : 16 septembre 1933
  - Dépôt de copyright : 30 août 1933
  - Première à New York : 6 au 11 octobre 1933 au Radio City Music Hall en première partie de Doctor Bull de John Ford
  - Première à Los Angeles : 27 octobre au 14 novembre 1933 au Filmare en première partie de Bitter Sweet d'Herbert Wilcox
- Format d'image : Couleur (Technicolor)
- Son : Mono (RCA Sound System[1])
- Musique[2] : Leigh Harline
  - Musique originale : In the town of Hamelin, Rats! Rats! Tats! (Harline)
  - Extrait de Toyland de Babes in Toyland (1903) de Victor Herbert
- Durée : 7 min 31 s
- Langue : (en)
- Pays :  États-Unis

## Voix françaises
- Eugene Borden : le joueur de flûte

## Commentaires
C'est la seconde fois que Disney utilise le conte du Joueur de flûte de Hamelin comme base pour un court métrage. La première est l'Alice Comedy Alice the Piper (1924) mais l'adaptation y était encore plus libre que dans cette Silly Symphony.
La version de Disney de ce célèbre conte est édulcorée par rapport à l'originale, en raison de l'adaptation de la version de Robert Browning et non celle des frères Grimm. Voici les principaux points de divergence :
- C'est surtout le maire qui est ici cupide et non toute la population du village, même s'ils le soutiennent.
- Les rats disparaissent dans un fromage et ne sont pas noyés dans la rivière Weser.
- Les enfants disparaissent dans un monde de jeu, Joyland et non une simple grotte.

Ce film aurait fait dire à Ted Sears en novembre 1933, dans une lettre à Isadore Klein, « nous avons juste fini The Pied Piper et sommes parvenus à la conclusion que nos meilleures valeurs à l'écran sont les petits animaux mignons, et nous n'avons pas été assez loin pour appréhender les humains correctement »